# Gilmore City (Iowa)
Gilmore City es una ciudad ubicada en el condado de Humboldt en el estado estadounidense de Iowa. En el Censo de 2010 tenía una población de 504 habitantes y una densidad poblacional de 156,18 personas por km².

## Geografía
Gilmore City se encuentra ubicada en las coordenadas 42°43′37″N 94°26′13″O / 42.72694, -94.43694. Según la Oficina del Censo de los Estados Unidos, Gilmore City tiene una superficie total de 3.23 km², de la cual 3.23 km² corresponden a tierra firme y (0%) 0 km² es agua.

## Demografía
Según el censo de 2010, había 504 personas residiendo en Gilmore City. La densidad de población era de 156,18 hab./km². De los 504 habitantes, Gilmore City estaba compuesto por el 97.82% blancos, el 0.4% eran afroamericanos, el 0% eran amerindios, el 0.4% eran asiáticos, el 0% eran isleños del Pacífico, el 0.4% eran de otras razas y el 0.99% pertenecían a dos o más razas. Del total de la población el 1.59% eran hispanos o latinos de cualquier raza.